# Foreste umide delle isole Solomone, Vanuatu, Bismarck
Le Foreste umide delle isole Solomone, Vanuatu, Bismarck sono una ecoregione globale che fa parte della lista Global 200 delle ecoregioni prioritarie per la conservazione definita dal WWF.. Appartiene al bioma Foreste pluviali di latifoglie tropicali e subtropicali della regione australasia. Interessa una parte delle isole della Melanesia.
Lo stato di conservazione della regione è considerato vulnerabile.
La regione ricade totalmente nell'hotspot di biodiversità delle East Melanesian Islands, che comprende anche le Isole dell'Ammiragliato.

## Territorio
La regione si estende su un'area di circa 96.500 km² che interessa le isole della Melanesia occidentale: l'arcipelago delle Bismarck (escluse le isole dell'Ammiragliato), l'arcipelago delle Isole Salomone (comprese le Isole Santa Cruz), e le isole Vanuatu, per un totale di circa 1.600 isole,
La regione è una delle aree geograficamente più complesse della Terra, con una vasta gamma di isole di età e sviluppo variabili. Le due isole principali dell'arcipelago di Bismarck, Nuova Irlanda e Nuova Britannia, sono montuose, con cime che superano i 2.000 metri. Molte delle isole più piccole dell'arcipelago sono vulcani recenti, alcuni ancora attivi. Bougainville, l'isola più grande della catena delle Salomone, ha diversi massicci elevati (alcuni vulcanici), tra cui il monte Balbi, che, a 2.685 metri sul livello del mare, è il punto più alto della regione.
Le isole della regione hanno un clima prevalentemente caldo, umido e tropicale, con precipitazioni durante tutto l'anno. Ci sono due stagioni principali: una stagione umida, influenzata dal monsone di nord-ovest, tra dicembre e maggio; e una stagione secca, influenzata dagli alisei da sud-est. Alcune parti della regione sperimentano una seconda, breve stagione secca durante gennaio e febbraio. Le isole meridionali di Vanuatu sperimentano una maggiore stagionalità rispetto al resto della regione, con temperature più fresche e precipitazioni inferiori durante la stagione secca, sebbene le temperature non scendano mai sotto i 17°C. La parte meridionale della regione ha anche la maggiore incidenza di cicloni tropicali, sebbene la maggior parte delle tempeste passi a sud di Vanuatu e non tutte le tempeste che colpiscono le isole siano forti.

### Stati
L'ecoregione interessa tre paesi della Asia sud-orientale:
- Papua Nuova Guinea;
- Isole Salomone;
- Vanuatu.

### Ecoregioni
L'ecoregione è composta da 4 ecoregioni terrestri:
- AA0111 - Foreste pluviali di pianura di Nuova Britannia-Nuova Irlanda;
- AA0112 - Foreste pluviali montane di Nuova Britannia-Nuova Irlanda;
- AA0119 - Foreste pluviali delle isole Salomone;
- AA0126 - Foreste pluviali delle Vanuatu.

## Flora

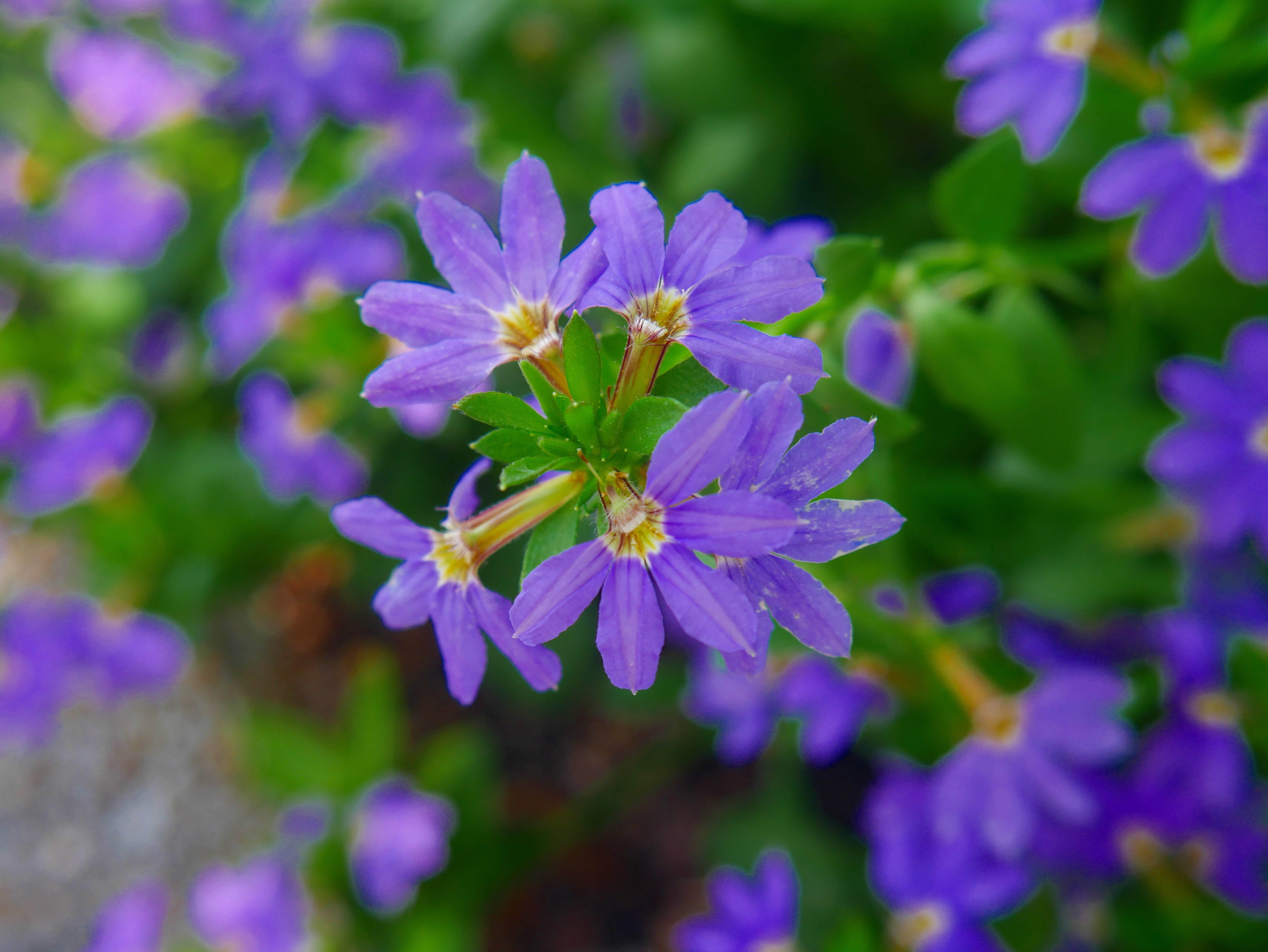
Scaevola, vegetazionre costiera

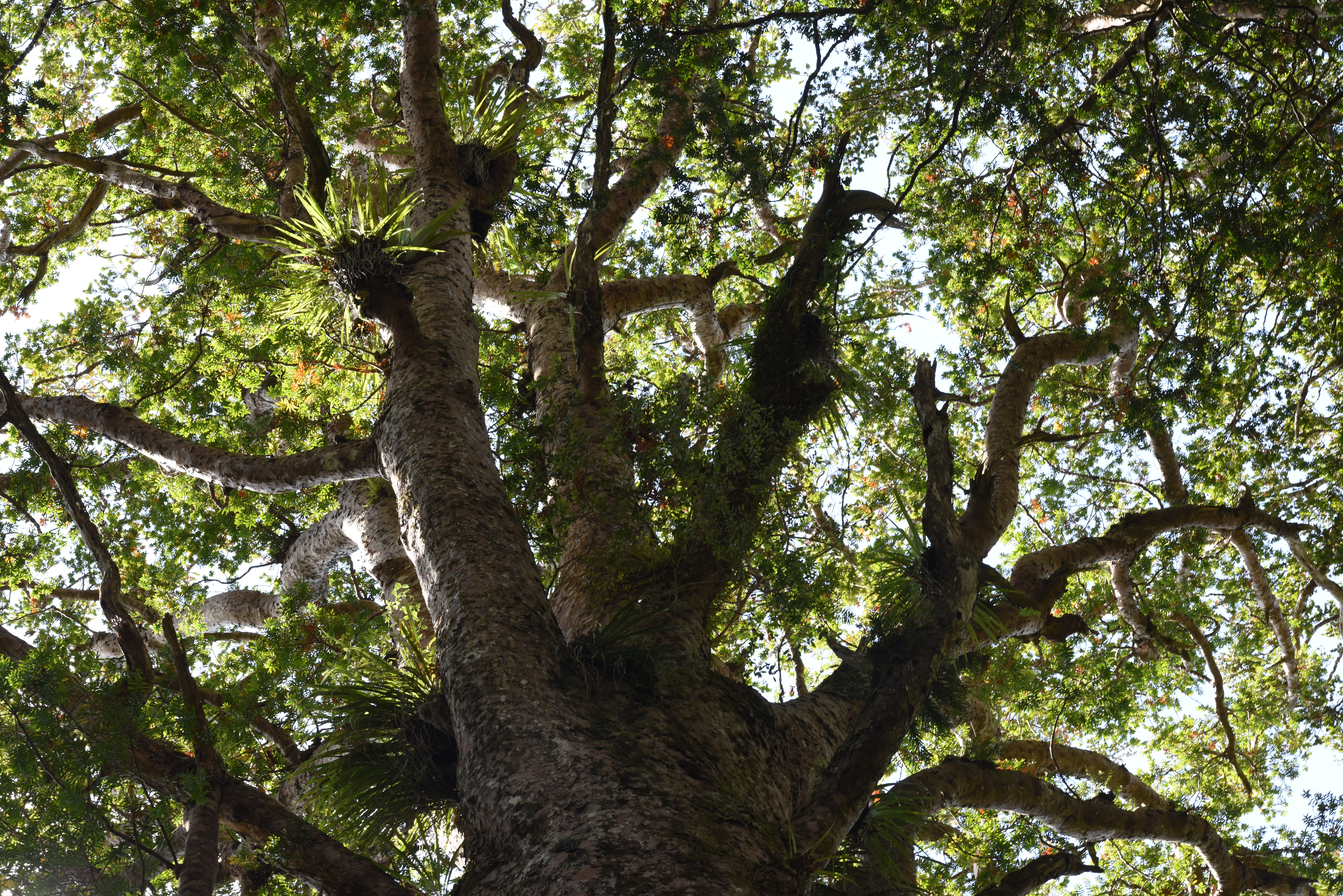
Il pino Kauri (Agathis) è più grande e notevole degli alberi della regione.

Si stima che ci siano 8.000 specie di piante vascolari nelle isole della regione, circa la metà delle quali si pensa siano endemiche della regione. 
I principali ambienti vegetali della regione includono:
- Vegetazione costiera;
- Foreste di mangrovie;
- Foreste paludose d'acqua dolce e zone umide;
- Foreste pluviali di pianura;
- Foreste e praterie stagionalmente secche;
- Foreste pluviali montane e macchia.

La vegetazione costiera forma una zona di transizione tra le foreste terrestri (principalmente foreste pluviali di pianura) e gli habitat marini costieri, come le barriere coralline e i letti di fanerogame marine. La vegetazione inizia al livello dell'alta marea: zona erbacea con piante striscianti come Ipomoea pes-caprae, poi zona arbustiva con Pemphis e Scaevola, poi zona arborea con Barringtonia, Terminalia, Calophyllum, Casuarina e/o Pandanus.
Le foreste di mangrovie si sviluppano entro l'area di intervallo di marea, foresta di piccola altezza nella zona di bassa marea fino a foresta alta nella zona di alta marea. Avicennia, Sonneratia e occasionalmente Ceriops sul lato verso il mare e Rhizophora e Bruguiera sul lato verso l'entroterra.
Foresta paludosa d'acqua dolce è presente nella Nuova Britannia settentrionale con laghi e paludi d'acqua dolce. Macchie di Terminalia in alcune foreste paludose della Nuova Britannia e della Nuova Irlanda. Presenti anche sull'isola di Bougainville e in una significativa area paludosa nell'isola di a Makira occidentale. Erbe, felci e pandani comuni nelle zone umide erbacee. Foresta paludosa bassa con Campnosperma, Terminalia, Metroxylon e/o Pandanus sono presenti in tutto l'arcipelago delle Salomone.
La foresta di pianura è il tipo di foresta più ampiamente distribuito nella regione, anche se con diverse conformazioni nei vari arcipelaghi. Sulle Bismarck è l'habitat più minacciato a causa dell'espansione della palma da olio e del disboscamento. È formata da specie miste, ma le principali specie commerciali sono Pometia pinnata e Homalium foetidum. 
Tipo di foresta dominante in tutto l'arcipelago delle Salomone. Foresta di specie miste, spesso caratterizzata come foresta mista Vitex-Pometia alta. Specie di valore commerciale, tipo di foresta ampiamente sfruttato.
Floristicamente meno diversificato delle Isole Salomone, con solo due delle 12 specie di grandi alberi delle Isole Salomone che raggiungono Santa Cruz. Tre tipi di comunità forestali a Vanuatu. Alberi importanti includono Kleinhovia e Castanospermum. Foresta di Agathis su Vanikoro, Erromango e Aneityum.

## Fauna
La regione ospita 81 specie di mammiferi, 288 specie di uccelli e 49 specie di anfibi. L'endemismo è elevato: 41 mammiferi endemici (51%), 148 uccelli endemici (51%) , 45 anfibi endemici (92%). Ci sono inoltre 54 rettili endemici e 3 specie di pesci d'acqua dolce endemici.
Mammiferi

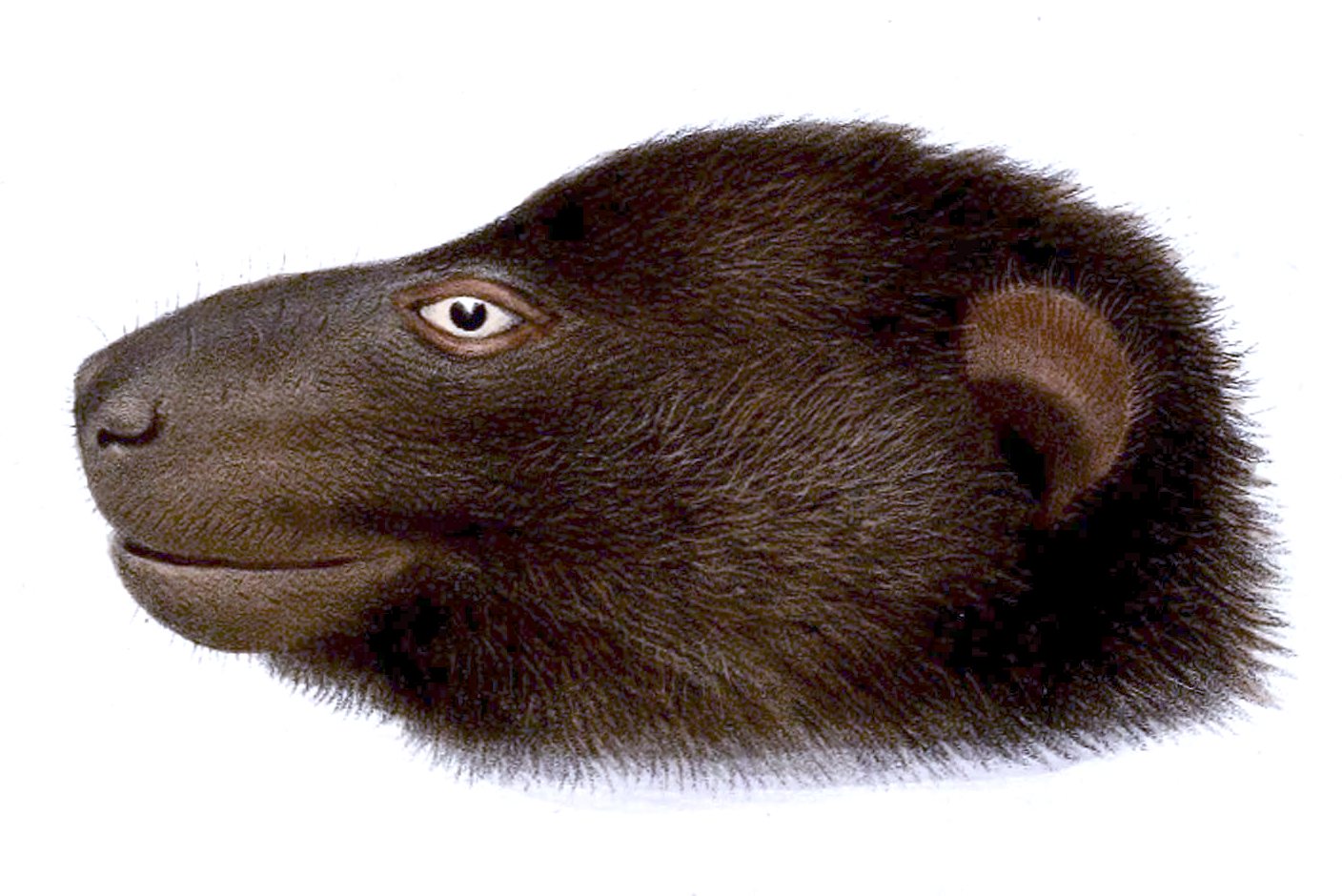
Testa di Pteralopex atrata, illustrazione di Joseph Smit, 1888

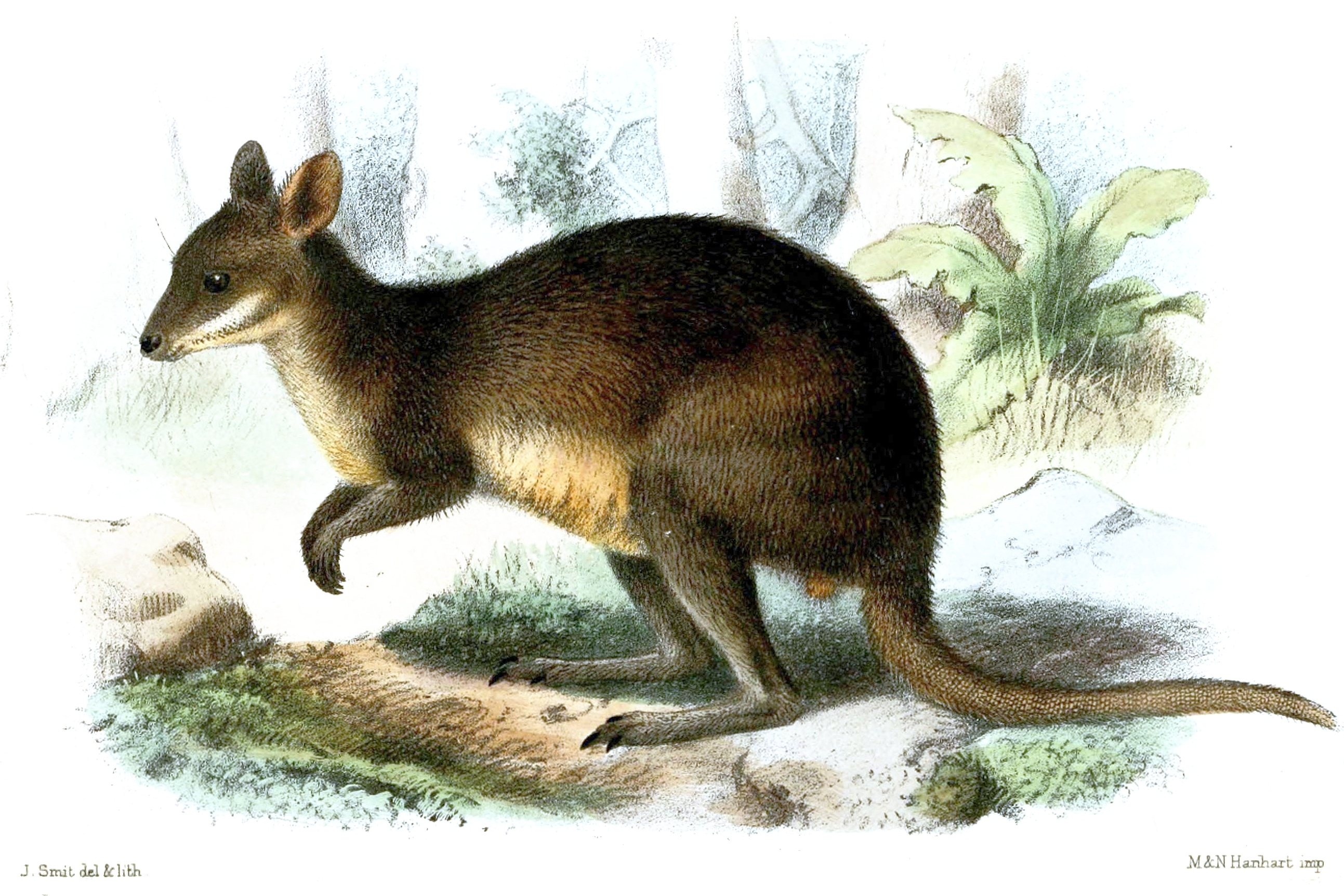
Thylogale browni, illustrazione di Joseph Smit, 1877

La più ricca diversità di mammiferi nella regione è tra i pipistrelli (Chiroptera), che rappresentano più di tre quarti dei mammiferi della regione, tra cui tre generi endemici, uno dei quali è rappresentato da una singola specie, il pipistrello dalla faccia a fiore, Anthops ornatus.
I più notevoli tra i pipistrelli sono le volpi volanti (Pteropodidae), che svolgono un ruolo importante nell'impollinazione e nella dispersione dei semi. Delle oltre una dozzina di specie minacciate di pipistrelli pteropodidi della regione, tre sono altamente minacciate (anche se poco conosciute):
- il pipistrello dalla faccia di scimmia di Bougainville (Pteralopex anceps) noto principalmente da esemplari raccolti negli anni '20, fino a quando sei pipistrelli furono osservati durante un'indagine del 1995;
- il pipistrello dalla faccia di scimmia montana (Pteralopex pulchra) noto solo da un singolo esemplare raccolto sul monte Makarakomburu a Guadalcanal;
- la volpe volante dal muso di scimmia di Guadalcanal  (Pteralopex atrata) è stato registrato l'ultima volta nel 1991.

Oltre alle suddette specie di pipistrelli le altre specie di mammiferi min acciate nella regione comprendono tre specie di roditori giganti:
- il ratto imperatore (Uromys imperator), raccolto a Guadalcanal nelle Isole Salomone nel XIX secolo;
- il ratto di Guadalcanal (Uromys porculus), anch'esso raccolto a Guadalcanal nelle Isole Salomone nel XIX secolo;
- il ratto gigante di Poncelet (Solomys ponceleti), noto da Bougainville e Choiseul.

Fra le altre specie caratteristiche della regione, alcune sono elencate come minacciate (VU o superiore) dalla IUCN. Fra queste il pademelon di Brown (Thylogale browni) che si trova sulle isole Bismarck.
Uccelli

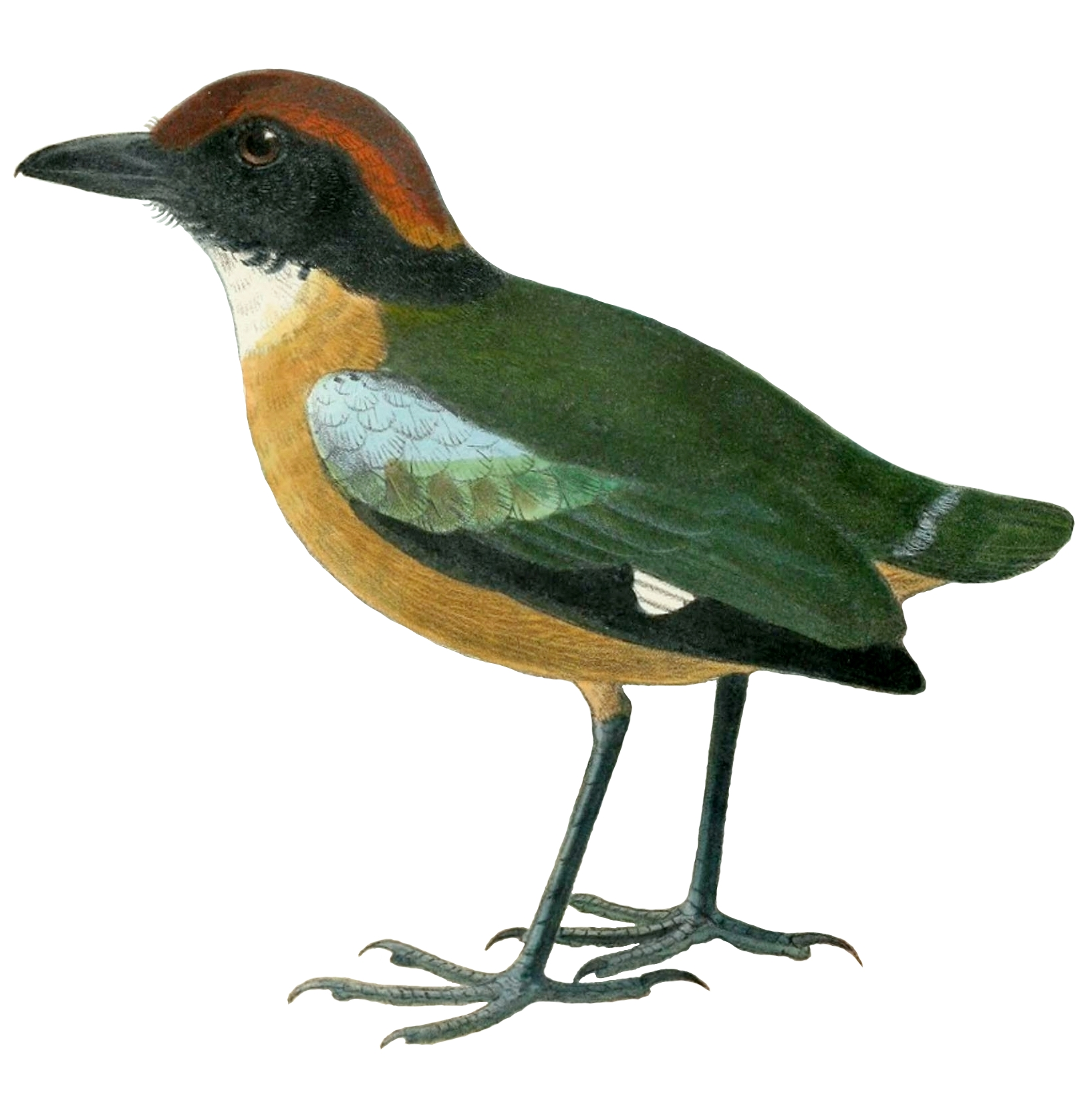
Pitta anerythra, illustrazione di John Gerrard Keulemans, 1902

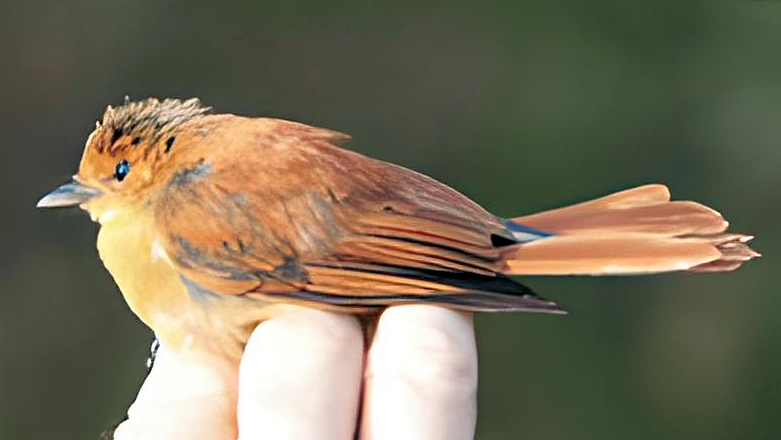
Rhipidura malaitae, isole Salomone, 2019

La regione è molto importante per gli uccelli e la sua avifauna è in termini di composizione più distinta da quella dalla Nuova Guinea rispetto agli altri gruppi di vertebrati. Nel complesso l'area ospita più di 360 specie di uccelli che sono presenti regolarmente, più del 40 percento delle quali sono endemiche. La regione comprende cinque Endemic Bird Area (EBA):
- EBA delle isole di San Mattia;[9]
- EBA di Nuova Britannia e Nuova Irlanda;[10]
- EBA de lle isole Salomone;[11]
- EBA di Rennell e Bellona;[12]
- EBA di Vanuatu e Temotu.[13]

Uno degli uccelli più belli della regione, e uno dei più difficili da vedere, è la pitta faccianera (Pitta anerythra). Il gufo delle isole Salomone (Nesasio solomonensis), endemico delle Isole Salomone, è il più grande uccello notturno della regione. L'uccello di punta più maestoso è l'aquila pescatrice di Sanford (Haliaeetus sanfordi), che predilige le foreste costiere, sebbene le coppie caccino anche più nell'entroterra e, almeno sulle isole orientali, sembrano avere areali interamente nell'entroterra.
Tra gli uccelli endemici dell'ecoregione figurano:
- succiamiele di Guadalcanal (Guadalcanaria inexpectata);
- beccafiori maculato (Dicaeum tristrami);
- occhialino di Rennell (Zosterops rennellianus);
- codaventaglio di Saint Matthias (Rhipidura matthiae);
- codaventaglio di Malaita  (Rhipidura malaitae).

## Conservazione
L'intensivo disboscamento ai fini dello sfruttamento commerciale del legname sta devastando sia gli habitat delle foreste di pianura che quelli montani. Le potenziali minacce includono la conversione delle foreste in piantagioni di palma da olio e l'aumento delle pressioni di crescita della popolazione. Altre minacce derivano dalla indscriminata introduzione di specie aliene, quali gatti, cani, ratti, maiali e rospi delle canne, che possono essere tutte dannose per le specie autoctone.
Lo stato della regione è considerato vulnerabile.
Nel complesso, la copertura delle aree protette nelle isole della regione è quasi inesistente. Sebbene ci siano ufficialmente 24 aree protette che coprono il sei percento della superficie terrestre dell'hotspot, solo otto sono attualmente classificate nelle categorie IUCN I-VI. Queste otto aree protette (nessuna delle quali rientra nelle categorie di protezione più elevate) coprono solo l'uno percento della terra.
La protezione formale del territorio nella regione è limitata principalmente perché le tre nazioni interessate rispettano la proprietà terriera consuetudinaria locale. Invece di codificare legalmente la proprietà terriera, queste usanze si basano su un sistema di udienze per le controversie territoriali per risolvere le rivendicazioni contrastanti sulla proprietà terriera o sui diritti di utilizzo.
Secondo quanto indicato nel World Database on Protected Areas, alla data del 2009, la situazione ufficiale delle aree formalmente protette nella regione era la seguente:
Papuna Nuova Guinea
- Ndrolowa Marine Managed Area nella provincia di Manus;
- Talele Island National Park nell'East New Britain;
- Loroko National Park nell'West New Britain.

Queste aree insieme, coprono solo 60 km² o lo 0,1 percento della porzione PNG della regione. 
Isole Salomone

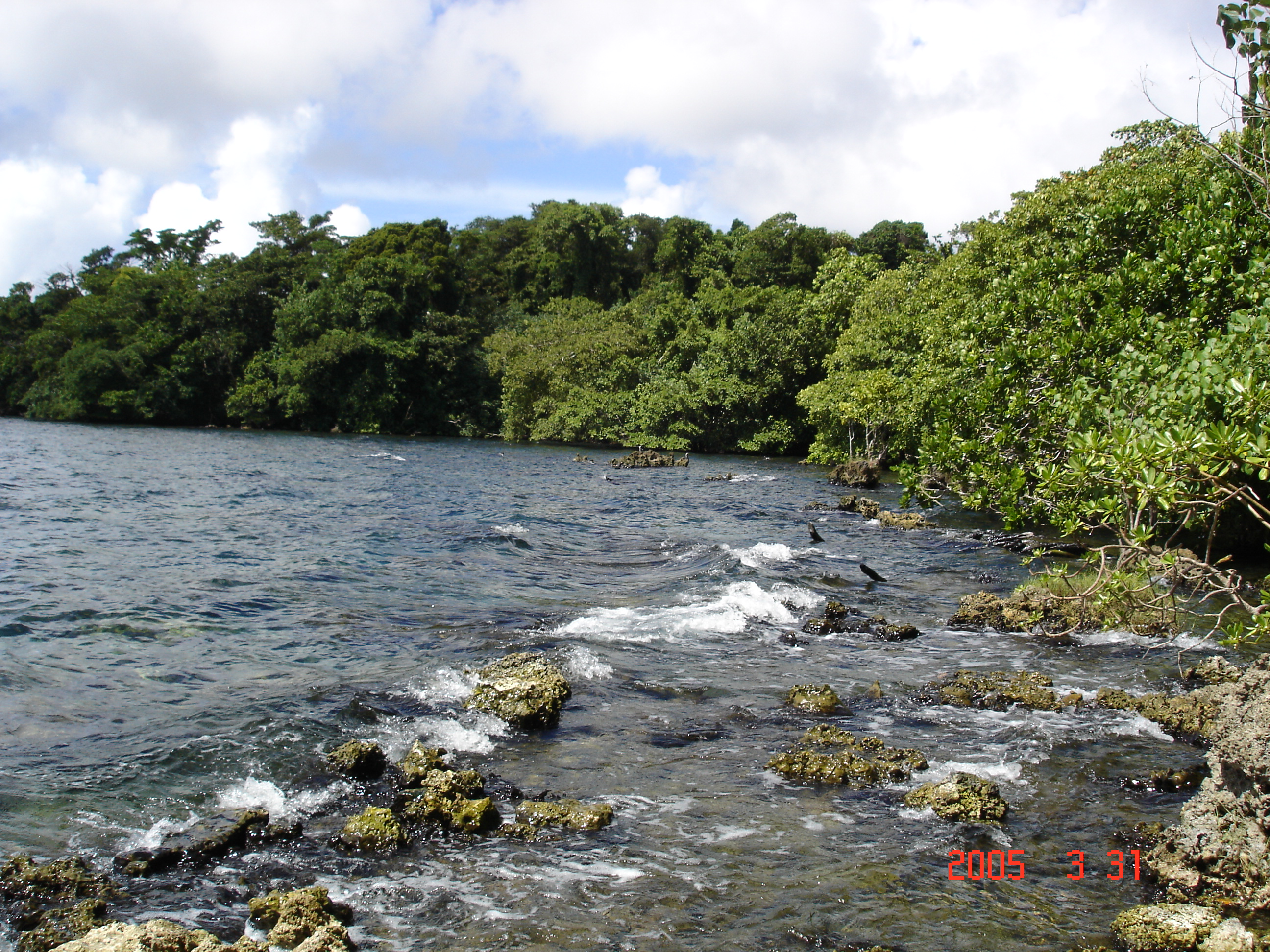
East Rennell, 2005

- Arnavon Islands Marine Conservation Area, nelle omonime isole;
- East Rennell World Heritage Site, nella zona orientale dell'isola omonima;
- Kolombangara Forest Reserve, sull'isola omonima;
- Komarindi Catchment Conservation Area, sull'isola di Guadalcanal;
- Parco Nazionale Queen Elizabeth II nello stato delle Isole Salomone, vicino ad Honiara sull'isola di Guadalcanal.

Queste coprono un'area complessiva di 737 km², equivalente al 3 percento della superficie nazionale. 
Vanuatu
- Erromango Kauri Forest Conservation Area;
- Nguna-Pele Marine Protected Area;
- President Coolidge e Million Dollar Point Marine Reserve;
- Vatthe Forest Conservation Area.

Per un totale di copertura di 98 km² ovvero l'1 percento della superficie totale.
Sebbene istituite con il supporto del governo, queste aree sono solitamente gestite da o in collaborazione con proprietari terrieri consuetudinari.